# Delicias (metrostation)
Delicias is een metrostation in het stadsdeel Arganzuela van de Spaanse hoofdstad Madrid. Het station werd geopend op 26 maart 1949 en wordt bediend door lijn 3 van de metro van Madrid.